# Palmarés nacional de clubes portugueses de futebol
Esta lista contém os títulos e troféus nacionais conquistados por clubes de futebol em Portugal. Estão incluídas todas as provas organizadas pela Federação Portuguesa de Futebol desde a sua fundação em 1914 e pela Liga Portuguesa de Futebol Profissional desde 1999.

## História
A primeira competição oficial de futebol criada em Portugal foi o Campeonato de Lisboa, organizado pela Associação de Futebol de Lisboa a partir da temporada 1910–11. Foi depois criado o Campeonato do Porto na temporada 1913–14, bem como outras competições distritais nos mesmos moldes. Criado em 1922, o Campeonato de Portugal foi a primeira competição oficial de futebol de carácter nacional. Os clubes apuravam-se a partir das competições distritais (em sistema de liga) e disputavam depois o Campeonato de Portugal (em regime de eliminatórias).
O Campeonato Nacional da I Divisão foi criado em 1934–35 e teve como primeiro campeão o FC Porto. O clube mais vitorioso da prova é o Benfica, com 38 títulos da I Divisão.
Em 1938–39 foi criada a Taça de Portugal, substituindo o extinto Campeonato de Portugal que teve como primeiro vencedor a Académica de Coimbra. O grande dominador da Taça de Portugal é novamente o Benfica com 26 Taças conquistadas.
A Taça Ribeiro dos Reis, antecessora da Taça da Liga, foi criada em 1961–62 para ser disputada pelos clubes da Primeira e Segunda Divisões, usando os mesmos moldes da atual Taça da Liga (4 grupos, com os vencedores a disputarem as meias finais e depois a final). O primeiro vencedor foi o Seixal e os mais vitoriosos com 3 troféus foram o Benfica e o Vitória de Setúbal. A competição teve apenas 10 edições, tendo sido extinta em 1971. A Taça Federação Portuguesa de Futebol, outra antecessora da Taça da Liga teve apenas uma edição, em 1976–77, com o SC Braga como vencedor.
A Taça Império, antecessora da Supertaça, teve uma única edição em 1943–44 (na inauguração do Estádio Nacional do Jamor) ganha pelo Sporting. A Supertaça Cândido de Oliveira foi criada em 1978–79 para ser disputada entre o campeão nacional e o vencedor da Taça de Portugal. A primeira edição foi ganha pelo Boavista, sendo o FC Porto o dominador da prova com 24 títulos.
Por último foi criada a Taça da Liga em 2007–08 para ser disputada pelos clubes da Primeira e Segunda Ligas. O Vitória de Setúbal venceu a primeira edição, sendo o Benfica o clube mais vitorioso, com 8 títulos conquistados.

## Palmarés
| Nº  | Clube                  | Provas Vigentes | Provas Vigentes | Provas Vigentes | Provas Vigentes | Provas Extintas        | Provas Extintas | Provas Extintas | Provas Extintas | Total | Último Troféu               | R                   |
| Nº  | Clube                  |                 |                 |                 |                 | Campeonato de Portugal |                 |                 |                 | Total | Último Troféu               | R                   |
| --- | ---------------------- | --------------- | --------------- | --------------- | --------------- | ---------------------- | --------------- | --------------- | --------------- | ----- | --------------------------- | ------------------- |
| 1º  | SL Benfica             | 38              | 26              | 8               | 10              | 3                      | 3               | -               | -               | 88    | Supertaça 2025              | [carece de fontes?] |
| 2º  | FC Porto               | 30              | 20              | 1               | 24              | 4                      | -               | -               | -               | 79    | Supertaça 2024              | [carece de fontes?] |
| 3º  | Sporting CP            | 21              | 18              | 4               | 9               | 4                      | -               | -               | 1               | 57    | Taça de Portugal 2024–25    | [carece de fontes?] |
| 4º  | Boavista FC            | 1               | 5               | -               | 3               | -                      | -               | -               | -               | 9     | Primeira Liga 2000–01       | [carece de fontes?] |
| 5º  | CF "Os Belenenses"     | 1               | 3               | -               | -               | 3                      | -               | -               | -               | 7     | Taça de Portugal 1988–89    | [carece de fontes?] |
| 6º  | SC Braga               | -               | 3               | 3               | -               | -                      | -               | 1               | -               | 7     | Taça da Liga 2023–24        | [carece de fontes?] |
| 7º  | Vitória FC (Setúbal)   | -               | 3               | 1               | -               | -                      | 3               | -               | -               | 7     | Taça da Liga 2007–08        | [carece de fontes?] |
| 8º  | Académica de Coimbra   | -               | 2               | -               | -               | -                      | -               | -               | -               | 2     | Taça de Portugal 2011–12    | [carece de fontes?] |
| 9º  | Vitória SC (Guimarães) | -               | 1               | -               | 1               | -                      | -               | -               | -               | 2     | Taça de Portugal 2012–13    | [carece de fontes?] |
| 10º | SC Beira-Mar           | -               | 1               | -               | -               | -                      | 1               | -               | -               | 2     | Taça de Portugal 1998–99    | [carece de fontes?] |
| 11º | Leixões SC             | -               | 1               | -               | -               | -                      | -               | -               | -               | 1     | Taça de Portugal 1960–61    | [carece de fontes?] |
| 12º | CF Estrela da Amadora  | -               | 1               | -               | -               | -                      | -               | -               | -               | 1     | Taça de Portugal 1989–90    | [carece de fontes?] |
| 13º | CD Aves                | -               | 1               | -               | -               | -                      | -               | -               | -               | 1     | Taça de Portugal 2017–18    | [carece de fontes?] |
| 14º | Moreirense FC          | -               | -               | 1               | -               | -                      | -               | -               | -               | 1     | Taça da Liga 2016–17        | [carece de fontes?] |
| 15º | SC Olhanense           | -               | -               | -               | -               | 1                      | -               | -               | -               | 1     | Camp. Portugal 1923–24      | [carece de fontes?] |
| 16º | CS Marítimo            | -               | -               | -               | -               | 1                      | -               | -               | -               | 1     | Camp. Portugal 1925–26      | [carece de fontes?] |
| 17º | Carcavelinhos FC       | -               | -               | -               | -               | 1                      | -               | -               | -               | 1     | Camp. Portugal 1927–28      | [carece de fontes?] |
| 18º | Seixal FC              | -               | -               | -               | -               | -                      | 1               | -               | -               | 1     | T. Ribeiro dos Reis 1961–62 | [carece de fontes?] |
| 19º | SC Espinho             | -               | -               | -               | -               | -                      | 1               | -               | -               | 1     | T. Ribeiro dos Reis 1966–67 | [carece de fontes?] |
| 20º | FC Barreirense         | -               | -               | -               | -               | -                      | 1               | -               | -               | 1     | T. Ribeiro dos Reis 1967–68 | [carece de fontes?] |